# Басилашвили, Олег Валерианович
Оле́г Валериа́нович Басилашви́ли (род. 26 сентября 1934, Москва) — советский и российский актёр театра, кино и телевидения, общественный деятель; народный артист СССР (1984), лауреат Государственной премии РСФСР имени братьев Васильевых (1979). С 1959 года — артист Большого драматического театра. В 1990—1993 годах — народный депутат России.

## Биография
Родился 26 сентября 1934 года в Москве. Первые годы войны провёл в эвакуации в Тбилиси (улица Грибоедова).
Вступил в ВЛКСМ.

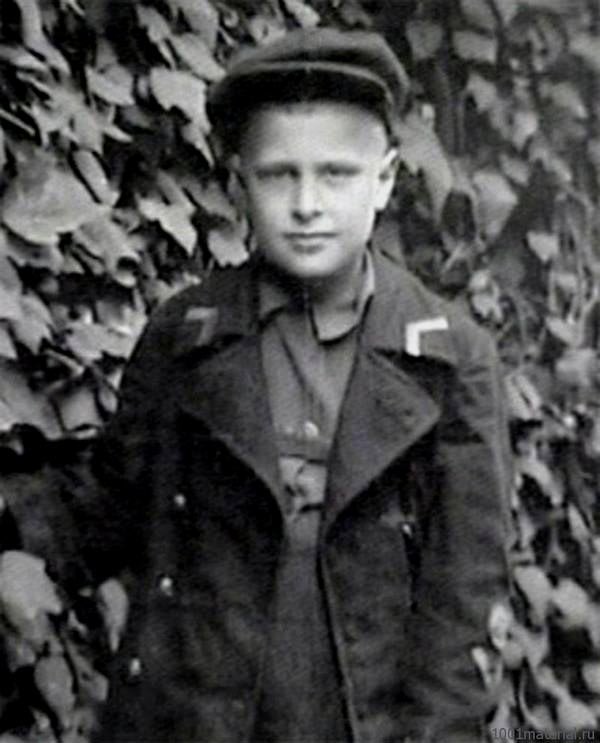
Олег, конец 1930-х — начало 1940-х годов

В 1956 году окончил в Москве Школу-студию МХАТ (курс Павла Массальского) и получил распределение в Сталинградский областной драматический театр им. М. Горького, который покинул, даже не начав там работать. В Ленинграде, куда актёр с супругой Татьяной Дорониной отправился после Сталинграда, был приглашён в Ленинградский государственный театр им. Ленинского комсомола (ныне Санкт-Петербургский государственный театр «Балтийский дом»), где играл до 1959 года.
В 1959 году вместе с женой был приглашён в Большой драматический театр им. Горького (ныне — имени Г. А. Товстоногова), где, по собственному признанию, весьма неудачно дебютировал в роли Степана Лукина в «Варварах» Максима Горького и долго не мог найти себя. Тем не менее со второй половины 1960-х годов стал одним из ведущих актёров театра.
В кино дебютировал в роли мальчика на велосипеде в фильме «Подкидыш» (1939), первая возрастная роль — Андрей Андреевич в фильме «Невеста» (1956). Впоследствии исполнил ряд разнохарактерных ролей, проявив широкий творческий диапазон. Широкую известность принесли роли в кинофильмах Эльдара Рязанова («Служебный роман» (1977), «Вокзал для двоих» (1982), «О бедном гусаре замолвите слово» (1980)), Георгия Данелии («Осенний марафон» (1979)).
В 1975 году в связи со смертью отца и одного из ведущих актёров театра Ефима Копеляна был вынужден отказаться от роли Ипполита в телефильме Эльдара Рязанова «Ирония судьбы, или С лёгким паром!».
В 1980-е годы крупной работой в кино стала роль полковника милиции Костенко в телесериале Семёна Арановича «Противостояние».
С середины 1980-х снялся в нескольких фильмах Карена Шахназарова — «Курьер» (1986), «Город Зеро» (1988), «Сны» (1993), «Яды, или Всемирная история отравлений» (2001).
В начале 1990-х ещё дважды сыграл у Рязанова в фильмах «Небеса обетованные» и «Предсказание». В 1995 году снялся в роли профессора Савицкого в одном из последних фильмов Георгия Данелии «Орёл и решка».
В 2000-х годах появился в популярных телесериалах — генерал Епанчин в «Идиоте», Воланд в «Мастере и Маргарите», старик-ясновидец в «Ликвидации». Роль Воланда, которую исполнил 70-летний Басилашвили, широко обсуждалась критиками и зрителями.
В 2012 году получил премию «Ника» в номинации «Честь и достоинство».
Член Союза кинематографистов СССР (Ленинградское отделение), ныне — Союза кинематографистов России. Академик Национальной академии кинематографических искусств и наук (2002), почётный член Российской академии художеств, академик Российской академии кинематографических искусств.
В честь актёра назван астероид — (26795) Басилашвили.

### Семья

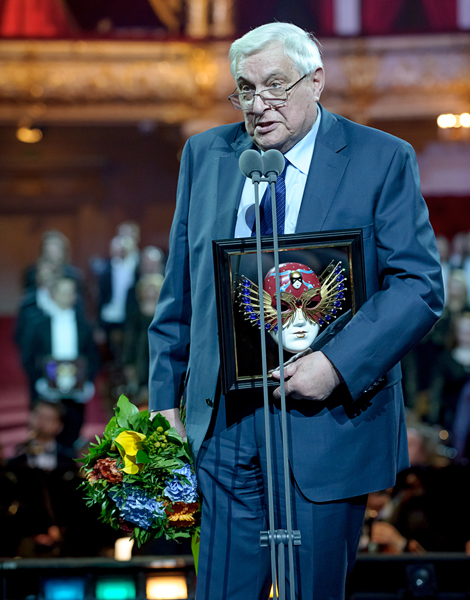
Церемония вручения «Золотой маски», 2014 год

Предки Басилашвили перебрались в Грузию из Тао-Кларджети (ныне Турция), из Басиани. Жили в селе Корби Горийского уезда.
Дед по отцовской линии — Ношреван Койхосрович Бачило (1867—1943), околоточный надзиратель полиции Горийского уезда Тифлисской губернии. Прадед — Кайхосро (ок. 1840—?), землевладелец села Карби Горийского уезда.
Дед по материнской линии — Сергей Михайлович Ильинский (1872—1934), архитектор, по его проекту в 1914—1917 годах построен храм св. мучеников Адриана и Наталии у станции Лосиноостровская (Москва).
Отец — Валериан Ношреванович Басилашвили (1900—1975), директор Московского политехникума связи, он же восстановил грузинскую фамилию Басилашвили, до этого предки были на турецкий лад Бачило и на русский лад Басиловыми; обе фамилии означают «потомок Басила (Василия)». Мать — Ирина Сергеевна Ильинская (1908—1980), филолог, преподаватель, автор учебника по русскому языку для учителей, а также книг «Лексика стихотворений Пушкина», «О богатстве русского языка» и других.
Первая жена — Татьяна Доронина (род. 1933), актриса, театральный режиссёр, в браке с 1955 по 1963 год.
Вторая жена — Галина Мшанская (род 1935), журналист, шеф-редактор отдела художественных программ студии «Культура» ГТРК «Санкт-Петербург», автор и ведущая цикла программ «Царская ложа» телеканала «Культура» и других; кавалер ордена Дружбы (2008); дочь советской оперной певицы Ольги Феликсовны Мшанской (1899—1983).
Дочь Ольга Мшанская, работник петербургского телевидения; автор программ «Путешествие из Вашингтона в Баден-Баден», «Русские сезоны в Париже».
Дочь Ксения Басилашвили (род. 1973), журналист, окончила филиал Манчестерского университета в Москве, защитила кандидатскую диссертацию, в 2004—2022 годах — обозреватель радиостанции «Эхо Москвы» по вопросам культуры;
Внучка Мариника (род. 2009). Имя означает «госпожа Победа» (Мари — «госпожа», Ника — «победа»). Внук Тимофей (род. 2013).

## Политическая и общественная деятельность
В 1990 году был избран народным депутатом РСФСР, выступал за переименование Ленинграда в Санкт-Петербург. К успехам Михаила Горбачёва отнёс включение граждан в избирательный процесс, однако отметил большое количество демагогии и недостаточную скорость проведения политических и экономических преобразований.
Положительно оценивал правление Бориса Ельцина. Главными достижениями этого периода считал признание частной собственности, реформы Гайдара, возникновение многопартийной системы, свободу слова; главными ошибками — попытки решить чеченский вопрос военными методами и излишнюю доверчивость в желании найти компромисс с консерваторами и коммунистами.
В 1993 и 1995 годах баллотировался в депутаты Госдумы РФ от избирательных блоков «Российское движение демократических реформ» (в составе первой тройки)  и «Демократический выбор России — объединённые демократы» соответственно.

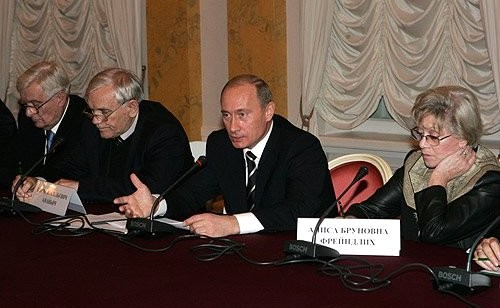
О. В. Басилашвили (крайний слева) на встрече Президента РФ В. В. Путина с представителями российской интеллигенции, 29 ноября 2006 года

В 2000 году был среди деятелей культуры, осудивших возвращение к советскому гимну на музыку Александрова.
В 2001 году подписал письмо в защиту телеканала «НТВ». Выступал за освобождение Михаила Мирилашвили, Игоря Сутягина, Михаила Ходорковского, Платона Лебедева, Светланы Бахминой, Максима Резника, Олега Навального, Кирилла Серебренникова, участников групп «Война» и «Pussy Riot».
В 2008 году назвал «безнравственным» и «бессмысленным» проведение фестиваля гей-кино «Бок о бок», подчеркнув при этом, что он против преследования ЛГБТ, а сексуальная ориентация — личное дело каждого.
Был членом партии «Союз правых сил», после её роспуска поддерживал «Гражданскую платформу» Михаила Прохорова и «Яблоко»; на президентских выборах — кандидатуры Ирины Хакамады в 2004 и Григория Явлинского в 2012 и 2018 годах.
В 2011 году вместе с другими деятелями культуры и правозащитниками подписал открытое письмо с требованием отменить «антиконституционный запрет на регистрацию новых партий» и допустить к выборам все политические силы страны.
Негативно отзывался о так называемом «законе Димы Яковлева», запрещающем усыновление детей гражданами США.
Поддерживал идею создания мемориала памяти жертв сталинских репрессий. Высказывался против установки памятников Иосифу Сталину и Григорию Романову, строительства небоскрёба «Охта-центра», постройки храма на месте зелёной зоны в парке Малиновка, закрытия 31-й клинической больницы Санкт-Петербурга.
Комментируя в 2008 году войну в Грузии, назвал ввод российских войск в Южную Осетию «оккупацией», так как де-юре регион является частью Грузии, призвал деятелей культуры в этой ситуации стараться воспитывать в людях гуманизм и уважение к другим народам. 
В 2014 году осудил аннексию Крыма, заявив, что «вместо брата и друга, который рядом с нами, уже приобрели злого врага — на все века», кроме того, «оккупацией Крыма Кремль открыл „ящик Пандоры“, и Россия таким же образом может потерять свои территории». Комментируя войну на Донбассе, артист отметил, что ему непонятны цели, которых добиваются луганские и донецкие сепаратисты, а также усомнился в объективности освещения происходящих событий средствами массовой информации. Также он подписал обращение деятелей российской культуры против политики президента РФ В. В. Путина по отношению к Украине. Позже призвал российское общество прекратить идеологическое преследование деятелей культуры, имеющих отличное от российских властей мнение о ситуации на Украине. Осенью 2014 года Басилашвили отмечал 80-летие; и О. В. Басилашвили указом от 25 сентября 2014 года был награждён орденом Почёта. 5 лет спустя на 85-летие был награждён орденом «За заслуги перед Отечеством» II степени, который получил в марте 2021 года.
Был включён Минкультом Украины в так называемый «белый список» артистов, которые «поддерживают территориальную целостность и суверенитет страны», хотя сам при этом выразил сомнение в необходимости составления таких списков.
В 2020 году выразил поддержку актёрам минского Театра имени Янки Купалы, уволившимся в знак солидарности с директором театра Павлом Латушко во время акций протеста в Беларуси. «Невозможно без ужаса смотреть на издевательства властей над мирным народом. Сердце каждого нормального человека обливается кровью, глядя на страдания людей, которые осмелились воспользоваться своим конституционным правом — выразить своё мнение», — цитирует Басилашвили Радио «Свобода».
26 февраля 2022 года, в числе других известных артистов и руководителей театров, обратился с открытым призывом остановить начавшееся российское вторжение на Украину.

## Театральные роли
Ленинградский театр имени Ленинского комсомола
- 1957 — «Чудесный сплав» В. Киршона, реж. И. Владимиров — Гоша Филиппов
- 1957 — «Город на заре» А. Арбузова, реж. Р. Суслович — хор строителей города
- 1957 — «Поднятая целина» М. Шолохова, реж. А. Пергамент — казак
- 1957 — «В поисках радости» В. Розова, реж. А. Белинский — Фёдор
- 1958 — «Интервенция» Л. Славина, реж. А. Пергамент — Али
- 1958 — «Обломов» по И. Гончарову, реж. А. Винер — Обломов Илья Ильич
- 1958 — «Маленькая студентка» Н. Погодина; реж. И. Владимиров — Иван Каплин
- 1959 — «Любка-любовь» З. Дановской, реж. А. Рахленко — Иван, солдат

Большой драматический театр имени Г. А. Товстоногова
- 1959 — «Варвары» М. Горького, постановка Г. Товстоногова — Степан Лукин
- 1959 — «Такая любовь» П. Когоута, постановка Р. Агамирзяна — Милан Стибор (ввод)
- 1960 — «Иркутская история» А. Арбузова, постановка Г. Товстоногова — Афанасий Лапченко
- 1960 — «Гибель эскадры» А. Корнейчука, постановка Г. Товстоногова — Мичман Кнорис
- 1961 — «Океан» А. Штейна, постановка Г. Товстоногова — Куклин
- 1961 — «Старшая сестра» А. Володина, постановка Г. Товстоногова — Медынский
- 1962 — «Снежная королева» Е. Шварца, постановка М. Рехельса — Сказочник
- 1962 — «Горе от ума» А. Грибоедова, постановка Г. Товстоногова — Господин N
- 1963 — «Перед ужином» В. Розова, постановка В. Голикова — Валерьян
- 1963 — «Карьера Артуро Уи» Б. Брехта, постановка Э. Аксера — Бучер
- 1964 — «Ещё раз про любовь» Э. Радзинского; постановка Ю. Е. Аксёнова — Феликс
- 1965 — «Три сестры» А. Чехова, постановка Г. Товстоногова — Андрей Прозоров
- 1966 — «Сколько лет, сколько зим» В. Пановой, постановка Г. Товстоногова — Начальник Линевского
- 1967 — «Традиционный сбор» В. Розова, реж. Г. Товстоногов — Родионов
- 1967 — «Лиса и виноград» Г. Фигейредо, постановка Г. Товстоногова — Ксанф
- 1968 — «Счастливые дни несчастливого человека» А. Арбузова; постановка Ю. Аксёнова — Крестовников
- 1969 — «Король Генрих IV» У. Шекспира, постановка Г. Товстоногова — Верной
- 1969 — «С вечера до полудня» В. Розова, постановка Г. Товстоногова — Лёва
- 1969 — «Два театра» Е. Шанявского, постановка Э. Аксера — Автор
- 1970 — «Беспокойная старость» Л. Рахманова, постановка Г. А. Товстоногова — Бочаров
- 1970 — «Третья стража» Г. Капралови, С. Туманова, постановка Г. Товстоногова — полковник Зотов
- 1971 — «Выпьем за Колумба!» Л. Жуховицкого, постановка Г. Товстоногова и Ю. Аксёнова — Шатунов
- 1972 — «Ревизор» Н. Гоголя, постановка Г. Товстоногова — Хлестаков
- 1973 — «Мольер» по М. Булгакову, постановка С. Юрского — Людовик Великий
- 1974 — «Энергичные люди» В. Шукшина, постановка Г. Товстоногова — Простой человек
- 1975 — «История лошади», по повести Л. Толстого «Холстомер», постановка Г. Товстоногова — Серпуховской
- 1976 — «Дачники» М. Горького, постановка Г. Товстоногова — Басов
- 1977 — «Тихий Дон» по М. Шолохову, постановка Г. Товстоногова — Копылов
- 1978 — «Пиквикский клуб» по Ч. Диккенсу — Джингль
- 1978 — «Цена» А. Миллера, постановка Р. Сироты — Виктор Франк (ввод)
- 1979 — «Наш городок» Т. Уайлдера, постановка Э. Аксера — Режиссёр
- 1980 — «Волки и овцы» А. Островского, постановка Г. Товстоногова — Лыняев
- 1981 — «Оптимистическая трагедия» Вс. Вишневского, постановка Г. Товстоногова — 1-й офицер
- 1982 — «Дядя Ваня» А. Чехова, постановка Г. Товстоногова — Иван Петрович Войницкий
- 1983 — «Кафедра» В. Врублевской, постановка М. Резниковича — Брызгалов
- 1985 — «На всякого мудреца довольно простоты» А. Островского, постановка Г. Товстоногова — Мамаев
- 1987 — «На дне» М. Горького, постановка Г. Товстоногова — Барон
- 1989— «Визит старой дамы» Ф. Дюрренматта, постановка В. Воробьёва — Илл
- 1991 — «Салемские колдуньи» А. Миллера, постановка Т. Чхеидзе, реж. В. Шабалина — Дэнфорт
- 1993 — «Вишнёвый сад» А. Чехова, постановка А. Шапиро — Гаев
- 1996 — «Антигона» Ж. Ануя, постановка Т. Чхеидзе — Креон
- 1999 — «Калифорнийская сюита» Н. Саймона, постановка Н. Пинигина — Уильям Уоррен, Сидней Николс, Марвин Майклз
- 2002 — «Костюмер» Р. Харвуда, постановка Н. Пинигина — Сэр Джон
- 2004 — «Копенгаген» М. Фрейна, постановка Т. Чхеидзе — Нильс Бор
- 2005 — «Квартет» Р. Харвуда, постановка Н. Пинигина — Уилфред Бонд[88]
- 2008 — «Дядюшкин сон» по повести Ф. Достоевского, постановка Т. Чхеидзе — Князь К.
- 2010 — «Лето одного года», по пьесе Э. Томпсона «На золотом озере»; постановка А. Прикотенко — Норман Тэйер
- 2019 — «Палачи» М. Макдонаха, постановка Н. Пинигина — Гарри Уэйд

Русская антреприза Михаила Козакова
- 1997 — «Сублимация любви» А. де Бенедетти

Московский государственный театр эстрады
- 1998 — «Ужин с дураком» Ф. Вебер, реж. Л. Трушкин — Пьер

## Фильмография
- 1939 — Подкидыш — мальчик на велосипеде (нет в титрах)
- 1948 — Красный галстук — мальчик на церемонии приёма в пионеры (нет в титрах)
- 1956 — Невеста — Андрей Андреевич
- 1959 — Горячая душа — Стрельников
- 1959—1961 — Поднятая целина — казак
- 1964 — Гранатовый браслет — Василий Львович
- 1965 — Заговор послов — Роберт Локкарт, глава британской миссии
- 1966 — Старшая сестра — Олег Медынский
- 1967 — Седьмой спутник — арестованный офицер
- 1968 — Живой труп — Виктор Михайлович Каренин
- 1968 — Наши знакомые — руководитель самодеятельности
- 1969 — Невероятный Иегудиил Хламида — Костерин
- 1970 — Баллада о Беринге и его друзьях — Иван Алексеевич Долгоруков, князь
- 1970 — Возвращение «Святого Луки» — Юрий Константинович Лоскутов, инженер, спекулянт антиквариатом
- 1973 — Подзорная труба (короткометражный) — папа Дениски
- 1973 — Вечный зов (фильм 1) — Арнольд Михайлович Лахновский
- 1974 — День приёма по личным вопросам — Дятлов
- 1974 — Врача вызывали? — Пётр Иванович, главврач поликлиники № 8
- 1974 — Выбор цели — Паш
- 1975 — Воздухоплаватель — Дмитрий Тимофеевич Пташников
- 1975 — Автомобиль и немного статистики — коллекционер автомобилей
- 1975 — Раба любви — Савва Яковлевич Южаков, кинопродюсер
- 1976 — Всегда со мною… — Василий Антонович Рубцов
- 1976 — Дни Турбиных — Владимир Робертович Тальберг
- 1976 — Жизнь и смерть Фердинанда Люса — Юрген Кройцман
- 1977 — Служебный роман — Юрий Григорьевич Самохвалов, замдиректора статистического учреждения
- 1977 — Смешные люди! — Фёдор Акимович, следователь
- 1978 — Полковник Шабер — Дервиль, адвокат
- 1978 — Ограбление в полночь — «Шеф»
- 1978 — Особых примет нет — Николаев
- 1979 — Несколько дней из жизни И. И. Обломова — господин в Петербурге, показавший Обломову язык
- 1979 — Осенний марафон — Андрей Павлович Бузыкин
- 1980 — О бедном гусаре замолвите слово — граф Мерзляев, действительный тайный советник
- 1982 — Вокзал для двоих — Платон Сергеевич Рябинин
- 1983 — Вечный зов (фильм 2) — Арнольд Михайлович Лахновский
- 1984 — Вместе с Дунаевским
- 1984 — И вот пришёл Бумбо… — Илья Митрофанович, отец Сашеньки
- 1985 — Противостояние — Владислав Николаевич Костенко, полковник милиции, сотрудник уголовного розыска
- 1985 — Грустить не надо — исполнение песни «Осень» и танца
- 1985 — Соучастие в убийстве — Томас Хобсон, богатый любовник Бет Тайсон
- 1986 — Дядя Ваня. Сцены из деревенской жизни — Иван Петрович Войницкий
- 1986 — Курьер — Семён Кузнецов, отец Кати
- 1986 — Лицом к лицу — Годилин
- 1987 — Единожды солгав… — посетитель выставки
- 1987 — Конец света с последующим симпозиумом — Стенли Баррет
- 1988 — Большая игра — Бреннер
- 1989 — Город Зеро — Василий Чугунов, писатель
- 1990 — Чернов/Chernov — Всеволод Ярмак
- 1991 — Дело — Кандид Касторович Тарелкин
- 1991 — Небеса обетованные — Фёдор Степанович Елистратов, брат Фимы
- 1992 — Билет в красный театр, или Смерть гробокопателя — подполковник милиции Кузнецов
- 1993 — Предсказание — Олег Владимирович Горюнов
- 1993 — Сны — Дмитрий Призоров, граф
- 1995 — Орёл и решка — Валентин Петрович Савицкий, профессор
- 1996 — Агнус Дей (не был завершён) — Лежава, офицер НКВД
- 1998 — Судья в ловушке — Скуизем
- 1999 — Что сказал покойник — шеф мафии
- 2000 — Романовы. Венценосная семья — Фёдоров, профессор
- 2000 — Бандитский Петербург. Фильм 2. Адвокат — Николай Степанович Прохоренко, прокурор Санкт-Петербурга
- 2001 — Яды, или Всемирная история отравлений — Прохоров / Папа Александр VI
- 2002 — Азазель — Мизинов, генерал
- 2002 — Под крышами большого города — Димов
- 2003 — Идиот — Епанчин, генерал
- 2004 — Дорогая Маша Березина — Геннадий Норштейн
- 2005 — Мастер и Маргарита — Воланд
- 2005 — Ленинградец — Николай Савицкий
- 2006 — Сонька Золотая Ручка — Левит Санданович
- 2006 — Карнавальная ночь 2, или 50 лет спустя — ложкарь
- 2007 — Ликвидация — Игорь Семёнович, старик-ясновидец
- 2008 — Большой вальс (не был завершён)
- 2008 — Не думай про белых обезьян — один из Авторов
- 2008 — Марево — Афанасий Иванович Товстогуб
- 2008 — Взятки гладки — господин Вышневский
- 2009 — Вербное воскресенье — Геннадий Матвеевич Никитин, дед Артура, член Политбюро ЦК КПСС
- 2009 — Читаем «Блокадную книгу» — камео
- 2010 — Демон и Ада
- 2011 — Новые приключения Аладдина — рассказчик
- 2013 — Хуторянин — Павел Игнатьевич Сухомлинов, хозяин
- 2014 — Янковский — камео
- 2015 — Без границ — Георгий
- 2019 — Не ждали — Иннокентий Михайлович, музыкант

## Озвучивание
- 1967 — Браслет-2 — Лысухин (роль П. П. Садовского)
- 1967 — Попутного ветра, «Синяя птица» — корреспондент (роль Д. Битенца)
- 1970 — Кавказец родом из Цада (документальный)
- 1972 — Афера Цеплиса — Эдгар Цеплис (роль Э. К. Павулса)
- 1973 — Плохой хороший человек — пристав Кирилин (роль А. Г. Азо)
- 1973 — Крах инженера Гарина — Роллинг (роль В. И. Корзуна)
- 1973 — Опознание — судья Фердинанд (роль Ю. Стренги)
- 1973 — Сломанная подкова — банкир Шмидт (роль Б. Бабкаускаса)
- 1975 — Автомобиль и немного статистики — закадровый текст
- 1976 — Небесные ласточки — Фернан Шамплатрэ, лейтенант (роль С. Г. Захарова)
- 1977 — Служебный роман — голос по телефону мужа Верочки
- 1978 — Трактир на Пятницкой — Александр Калугин (роль Ю. Г. Волкова)
- 1979 — Девять дней и вся жизнь (документальный) — читает текст
- 1979 — Незнакомка — поэт (роль Н. А. Верещенко)
- 1981 — Путь домой — читает текст, озвучивание на русский язык
- 1983 — Элегия (документальный) — читает стихи А. С. Пушкина
- 1986 — Про Веру и Анфису (мультфильм) — читает текст
- 1987 — Вера и Анфиса тушат пожар (мультфильм) — читает текст
- 1987 — И вечной памятью 12-го года (документальный) — читает текст
- 1988 — Вера и Анфиса на уроке в школе (мультфильм) — читает текст
- 1992 — Последняя тарантелла — закадровый текст
- 1995 — Ожидание концерта (документальный) — читает текст
- 2005 — Мастер и Маргарита — Афраний, начальник тайной стражи (роль Л. Лауцявичюса)
- 2010 — Океаны
- 2015 — Орлова и Александров — от автора

## Работы на телевидении
- 1963 — «Зима тревоги нашей», по Д. Стейнбеку (телеспектакль); постановка Р. Сироты — Джой Морфи, банковский кассир, приятель Итена
- 1963 — «Рембрандт» (телеспектакль) — Сикс, бургомистр Амстердама, меценат, писатель
- 1965 — «Страх и отчаяние в Третьей империи» Б. Брехта (телеспектакль); постановка Давида Карасика — Тео, нацист-штурмовик
- 1965 — «Обломов», по И. А. Гончарову (телеспектакль) — Иван Ильич Обломов
- 1965 — «Римские рассказы», по новеллам А. Моравиа (телеспектакль); постановка Льва Цуцульковского — весельчак
- 1966 — «Расточитель» (телеспектакль)
- 1967 — «Доктор Стокман» (телеспектакль)
- 1967 — «Чудаки» М. Горького (телеспектакль); постановка Ю. Маляцкого — Мастаков
- 1968 — «Последние дни» (телеспектакль) — Нестор Кукольник
- 1969 — «Смерть Вазир-Мухтара», по Ю. Тынянову (телеспектакль); постановка Р. Сироты и В. Рецептера — Иван Григорьевич Бурцев
- 1969 — «Мёртвые души», по Н. В. Гоголю (телеспектакль) — Манилов
- 1970 — «Чайка русской сцены» (телеспектакль)
- 1971 — «Ограбление в полночь» (телеспектакль); постановка А. Белинского — шеф
- 1971 — «Семь жён Синей Бороды» (телеспектакль)
- 1972 — «31-й отдел» (телеспектакль); постановка Ю. Аксёнова — шеф издательского концерна
- 1973 — «А. П. Чехов „Сценки“» (телеспектакль) — главная роль
- 1973 — «Хроника одной репетиции» — Феликс, Аввакум Захов, Ксанф
- 1973 — «Злоумышленник» (телеспектакль) — следователь
- 1978 — «Ленинград» — чтение стихов А. С. Пушкина
- 1978 — «Пушкин» — чтение стихов А. С. Пушкина
- 1983 — «Г. Товстоногов. Сцена и зал…»
- 1988 — «Жить, думать, чувствовать, любить…»
- 1996 — «Театр Чехонте. Картинки из недавнего прошлого» (телеспектакль) — Пётр Николаевич, председатель суда
- 1997 — «Чтобы помнили» (выпуск № 28 «Игорь Озеров», выпуск № 31 «Павел Панков»)
- 1998—2004 — «С потолка» (авторская программа об артистах и известных гостях БДТ, телеканал «Культура») — автор и ведущий[89][90]
- 2003 — «Явление Мастера. Георгий Товстоногов»
- 2005 — «Павел Луспекаев. Эта жестокая госпожа удача»
- 2006 — «Евгений Леонов. Исповедь»
- 2007 — «Евгений Лебедев. Неистовый лицедей»
- 2007 — «Ефим Копелян. Русский Жан Габен»
- 2007 — «Острова. Иная судьба Павла Луспекаева»
- 2007 — «Пост № 1. Неизвестный солдат»
- 2007 — «Фильм про фильм. Осенний марафон»
- 2008 — «Иннокентий Смоктуновский против князя Мышкина»
- 2008 — «Михаил Козаков. От ненависти до любви»
- 2009 — «Позднее счастье Ольги Волковой»
- 2010 — «Андрей Петров. Гений музыки для всех»
- 2010 — «Владимир Рецептер. Ты видишь, перемены судьба мне не дала»
- 2010 — «Кирилл Лавров. Рыцарь петербургского образа»
- 2010 — «Светлана Крючкова. Я научилась просто, мудро жить…»
- 2010 — «Тайны советского кино. Служебный роман»
- 2012 — «Георгий Данелия. Между вымыслом и реальностью»
- 2014 — «Ольга Волкова. Не хочу быть звездой»

## Дискография
- 1997 — «Дождевые псалмы» (автор песен В. Мальцев) (CD)[91][92]
- 2000 — «Между тик и так» (автор песен В. Мальцев) (CD)[91][92]

## Награды и звания
Государственные награды
- заслуженный артист РСФСР (26 июня 1969)
- народный артист РСФСР (4 августа 1977)
- Государственная премия РСФСР имени братьев Васильевых (1979) — за роль Самохвалова в фильме «Служебный роман»
- орден Трудового Красного Знамени (1979)[источник не указан 1026 дней]
- народный артист СССР (30 ноября 1984)[93][94]
- орден Дружбы (17 декабря 1994) — за заслуги перед народом, связанные с развитием российской государственности, достижениями в труде, науке, культуре, искусстве, укреплением дружбы и сотрудничества между народами[95]
- орден «За заслуги перед Отечеством» IV степени (13 февраля 2004) — за большой вклад в развитие отечественного театрального искусства[96][97]
- орден «За заслуги перед Отечеством» III степени (5 февраля 2009) — за большой вклад в развитие отечественного театрального искусства и многолетнюю плодотворную деятельность[98]
- Президентский орден «Сияние» (2010, Грузия)[99]
- орден Почёта (25 сентября 2014) — за большой вклад в развитие отечественной культуры и искусства, многолетнюю творческую деятельность[100][101]
- орден «За заслуги перед Отечеством» II степени (28 октября 2019) — за выдающиеся заслуги в развитии отечественной культуры и искусства, многолетнюю плодотворную деятельность[102]

Другие награды, премии, поощрения и общественное признание
- Премия «Золотой софит» в номинациях «Лучшая мужская роль» за исполнение роли Креона в спектакле «Антигона» (1997), «За мастерство и совершенство» за роль Уилфреда Бонда в спектакле «Квартет» (2006), за исполнение роли Князя К. в спектакле «Дядюшкин сон» (2008), «За творческое долголетие и уникальный вклад в театральную культуру Санкт-Петербурга» (2011)[103];
- Царскосельская художественная премия (2005, 2012)[источник не указан 1026 дней];
- приз «За создание выдающихся образов в кинематографе» на кинофестивале «Виват кино России!» в Санкт-Петербурге (2007)[источник не указан 1026 дней];
- премия «Кумир» в номинации «кумир года» (2007)[104];
- премия «Золотая маска» за лучшую мужскую роль (2009, роль князя К. в спектакле «Дядюшкин сон»)[105];
- международная театральная премия имени К. С. Станиславского в номинации «за вклад в развитие российского театра» (2009)[106];
- премия «Звезда Театрала» в номинации «Легенда сцены» (2009)[источник не указан 1026 дней];
- почётный доктор СПбГУП с 2010 года[источник не указан 1026 дней];
- почётный гражданин Тбилиси (2011)[107];
- Российская национальная актёрская премия имени Андрея Миронова «Фигаро» в номинации «Самый лучший» (2012)[108];
- почётный гражданин Санкт-Петербурга (2012)[109];
- почётный знак «За заслуги перед Санкт-Петербургом» (2019)[110];
- премия Российской Академии кинематографических искусств «Ника» в номинации «Честь и достоинство» (2012)[111];
- премия «Золотая маска» — «за выдающийся вклад в развитие театрального искусства» (2014)[112];
- международная премия за развитие и укрепление гуманитарных связей в странах Балтийского региона «Балтийская звезда» (2014, Министерство культуры и массовых коммуникаций РФ, Союз театральных деятелей РФ, комитет по культуре правительства Санкт-Петербурга, 2014)[113];
- Благодарность Президента Российской Федерации (20 ноября 2020) — за вклад в организацию и проведение мероприятий по увековечению памяти и празднованию 100-летия со дня рождения Д. А. Гранина[114];
- премия Правительства Санкт-Петербурга в области литературы, искусства и архитектуры[источник не указан 1026 дней];
- именная плита на «Аллее звёзд» в Санкт-Петербурге[115].

## Телепередачи об актёре
- «Свет звезды. Олег Басилашвили. Большая игра» (Телеканал «Россия», 2003)[116]
- «Олег Басилашвили. „Эх, был бы я полегкомысленнее…“» («Первый канал», 2009)[117]
- «Олег Басилашвили. „Неужели это я?!“» («Первый канал», 2014)[118][119]
- «Олег Басилашвили. „Неужели это я?“» («ТВ Центр», 2014)[120]
- «Олег Басилашвили. „Легенды кино“» («Звезда», 2017)[121]
- «Олег Басилашвили. „Тостуемый пьёт до дна“» («Первый канал», 2019)[122][123].